# Zethesides
Zethesides is een geslacht van vlinders van de familie spinneruilen (Erebidae), uit de onderfamilie Calpinae.

## Soorten
- Z. bettoni (Butler, 1898)
- Z. haesitans Walker, 1858
- Z. hesperioides Guenée, 1852
- Z. propinquus Christoph, 1883
- Z. pusilla Hampson, 1926
- Z. serangodes Viette, 1956
- Z. simplex Fletcher & Viette, 1955